# Alexei Sewerinow
Alexei Sewerinow (russisch Алексей Северинов; * 23. Januar 1980 in Leningrad, Russische SFSR, Sowjetunion) ist ein ehemaliger russischer Squashspieler.

## Karriere
Alexei Sewerinow begann seine internationale Karriere im Jahr 2002 und war der erste russische Profispieler auf der PSA World Tour. Seine höchste Platzierung in der Weltrangliste erreichte er mit Rang 150 im Mai 2010. Mit der russischen Nationalmannschaft nahm er 2003, 2007 und 2013 an der Weltmeisterschaft teil. Bei Europameisterschaften gehörte er über zehnmal zum russischen Aufgebot. Im Einzel stand er von 2004 bis 2012 neunmal in Folge im Hauptfeld der Europameisterschaft. 2008 gelang ihm das
einzige Mal der Einzug in die zweite Runde, in der er gegen Renan Lavigne ausschied. In den Jahren 2009 und 2017 stand er im russischen Kader bei den World Games. Beide Male schied er in der ersten Runde aus. Sewerinow ist russischer Rekordmeister, er gewann seit 2002 über zehnmal die Landesmeisterschaft.

## Erfolge
- Russischer Meister: 11 Titel